# قرش عصبي
قرش عصبي (الاسم العلمي: Carcharhinus cautus)، هو نوع من القرش الترابي وفصيلة البنبكيات، سمي بهذا الاسم بسبب سلوكه الخجول فيما يتعلق بالبشر. ومن الشائع وجوده في المياه الضحلة والساحلية قبالة شمال أستراليا وبابوا غينيا الجديدة وجزر سليمان.